# Kirkpatrickia spiculophila
Kirkpatrickia spiculophila är en svampdjursart som beskrevs av Burton och Rao 1932. Kirkpatrickia spiculophila ingår i släktet Kirkpatrickia och familjen Hymedesmiidae.
Artens utbredningsområde är havet utanför Indien. Inga underarter finns listade i Catalogue of Life.